# 抹黑策略
抹黑策略（英語：smear tactics）、抹黑運動，抹黑攻擊或抹黑競選（英語：smear campaign），是一種政治或選舉學術語，指以未經證實的言詞攻擊對手，包括造謠中傷、扭曲其說法、將部份事實加油添醋、以謊言人身攻擊，而使對手聲譽及可信性受質疑。它可以應用於個人或團體。常見的目標是公職人員、政客、政治候選人和政治活動家等。像例如中共反對法輪功的活動就被認為包含了對法輪功創始人李洪志的抹黑。

## 定義
抹黑是一種旨在破壞一個人或團體的名聲、信用和人格的一種有意且預謀的行為。和負面競選類似，抹黑所針對的對象經常是政府官員、政治人物、選舉候選人或其他的公眾人物；但任何人都可能被抹黑，在職場、學校、公司行號、各類營利或非營利機構、司法系統等各種組織中，個人或私人團體也可能被抺黑。像例如中國共產黨對法輪功是邪教的聲稱，就被認為是一種抹黑；中共政府也被認為蓄意抹黑出面見證當局對維吾爾人進行強制絕育的指控的女性；另外在台灣，由於廢死運動的聲譽極差、普遍被絕大多數人厭惡與鄙視之故，一些候選人也會藉由聲稱對手主張廢除死刑來攻擊對手。
抹黑策略本身是缺乏道德感的惡劣攻訐手段，但因為本身能一定有效時間內讓競選對手本身公眾形象或聲譽造成難以復原的社會面傷害，讓還不熟悉參選人品格為人的選民對其產生負面印象認知，從而影響投票日時選民會下意識對被抹黑的參選人存有負面印象而排斥投票該名參選人，從而打擊降低該參選人的開票時之得票數。
抺黑和一般的交談或辯論不同的一點是抹黑和議題本身無關，抺黑是誹謗中傷一個人或團體以使其失去信用的手段。
抹黑經常包括使用難以證實的謠言、扭曲或半真半假的訊息，或甚至是謊言對他人進行人身攻擊，而抹黑的內容經常藉由八卦雜誌和網站等媒體傳播。即使隱藏在抹黑和宣傳背後的真相已被證實缺乏適當的基礎，抹黑常常依舊是有效的，因為即使真相大白，目標人物的聲望往往也已受損。抹黑也是將注意力從議題轉移開來的做法，因為受抹黑攻擊的目標人物常常需要浪費時間、精力和資源來澄清這些指控的內容，而不是對議題本身進行回應之上，也就是所謂的「造謠一張嘴，闢謠跑斷腿」。
抹黑和小報媒體相關，是這類媒體常用的宣傳技巧，這種媒體經常包含了吸引眼球的標題、對醜聞的爆料和各種聳人聽聞的內容。

## 抺黑者的人格特質
研究顯示，抺黑是精神病態者、邊緣性人格患者和自戀者等B群人格障礙症患者常用的手段；不過任何人都有可能主動抺黑、中傷他人。

## 合法性
很多國家的法律都看重聲譽和誠信，因此在很多國家的法律都對誹謗中傷的行為定出裁罰，誹謗中傷者可能被判處有期徒刑或被要求對誹謗中傷所造成的傷害進行賠償，依各國法律而定。

## 案例
中共反對法輪功、指控法輪功為邪教的活動，被認為包含了對法輪功整體及法輪功創始人李洪志的抹黑。
中國共產黨創立者陳獨秀在全世界共產黨清洗托派的情勢下，於1938年中期被中國共產黨抹黑攻擊，指控其為「汉奸」
，由王明、康生為首，採用苏联把托洛茨基及托派或观点類近者打擊成法西斯德国间谍的模式，把陈独秀一派打成日本汉奸，掀起一场「肃托」运动。
1800年美國總統選舉因競爭激烈有不少抹黑策略，聯邦黨人攻擊杰斐遜被懷疑的無神論思想、激進主義和缺乏道德標準，傑裴遜黨人則反擊說，亞當斯打算把用兒子娶英國國王的女兒，開始美國君主制，再統一美國和英國。
2012年大韓民國總統大選朴槿惠以100万票勝反对派，然而於2013年韓國检方發現特工在竞选期发布数千条网络讯息，不只支持朴槿惠還包括抺黑反对派为朝鲜间谍。 
2014年慕容雪村在推特遭遇抹黑攻擊，被懷疑是否中國政府在微博、微信之後，將其網上宣傳的觸腳伸及推特。慕容雪村接受美国之音訪問時表示，推特平台流传的《慕容雪村的前世今生》系列文章將慕容雪村描述成虐妻、性关系亂、贪财的伪君子，在语气、编排等方面類近於网络上對其他异议人士的“前世今生”抹黑文章，所以慕容雪村推論，若這系列文章不是出自同一組人，那在幕后應有同一組核心人馬策划並提供資金支持。
中國大陸官方媒體《人民日报》海外版在評論2014年台灣地方大選時，批評民进党在选举期间採“抹黑”、“扒粪”等宣傳策略。
2020年，被視為MeToo運動中日本的代表人物伊藤詩織，在出面控訴自己遭下藥性侵後，受到了許多來自日本民眾的匿名謾罵、人身攻擊和恐嚇，甚至還受到漫畫家以漫畫內容進行誹謗。